# Stanley Cowell
Stanley Cowell (5 mai 1941 - 17 décembre 2020) est un pianiste de jazz américain et cofondateur du label Strata-East Records avec Charles Tolliver .